# Fairmairiana davidiana
Fairmairiana davidiana är en skalbaggsart som beskrevs av Leon Fairmaire 1889. Fairmairiana davidiana ingår i släktet Fairmairiana och familjen Cetoniidae. Inga underarter finns listade i Catalogue of Life.